# Heinrich Will (Politiker)
Heinrich (Jacob) Will (* 12. Januar 1808 in Odernheim; † 26. April 1876 in Homburg vor der Höhe) war ein hessisch-homburger Politiker und ehemaliger Abgeordneter des Landtags von Hessen-Homburg.

## Ausbildung und Beruf
Nach dem Besuch der Volksschule in Staudernheim, des Progymnasiums in Sobernheim und des Gymnasiums in Kreuznach studierte Will Rechtswissenschaften in Heidelberg und trag 1830 nach dem Examen in Hessen-Homburgische Dienste als Rechtskandidat. Nach dem Staatsexamen 1831 wurde er Rechtsakzessist. Er machte in der Landesverwaltung Karriere und wurde 1833 Kanzleisekretär, 1835 Regierungsassessor und 1841 Regierungsrat. 1861 wurde er Direktor der I. Deputation der Landesregierung mit dem Titel Geheimer Regierungsrat.

## Politik
Bei der Wahl zum ersten Landtag von Hessen-Homburg wurde Heinrich Will für den Wahlkreis Homburg III in den Landtag gewählt. Nach der Auflösung des Landtags war Will dann Abgeordneter und Vorsitzender im Bezirksrat und im Landesausschuss.
Zwischen 1868 und 1873 war Heinrich Will für den Obertaunuskreis Abgeordneter im  Nassauischen Kommunallandtag. Er gehörte dort dem Finanzausschuss an.

## Nach der Annexion durch Preußen
Nach der Annexion der Landgrafschaft Hessen-Homburg durch Preußen entschied sich Heinrich Will gegen eine Übernahme in den preußischen Staatsdienst und ging 1867 in den Ruhestand. 
Als Ruheständler arbeitete er an einer Sammlung der Gesetze von Hessen-Homburg und war im Vorstand der Stadtbibliothek und der evangelischen Kirche Bad Homburgs aktiv.

## Familie
Heinrich Will war der Sohn des hessen-homburgischen Oberschultheißen von Staudernheim  Heinrich Philipp Will (9. Januar 1782–22. Oktober 1846). Politische Arbeit hatte in der Familie Tradition: Auch dessen Vater Heinrich Will war Maire (Bürgermeister) in Staudernheim. Die Mutter von Heinrich Jacob Will war Henriette Will, geborene Tisch (* 16. November 1782 in Odernheim–22. Februar 1860), die Tochter eines Schneiders.
Heinrich Will heiratete am 5. November 1838 in Homburg Elisabeth Jubitz (* 27. November 1820).